# Rountzenheim

Rountzenheim este o fostă comună dinn departamentul Bas-Rhin, Franța. În 1 ianuarie 2018 avea o populație de 1.042 de locuitori. La 1 ianuarie 2019, a fost înglobată în comuna nou-înființată Rountzenheim-Auenheim⁠(en)[traduceți].